# Oude Vesting (Korfoe)

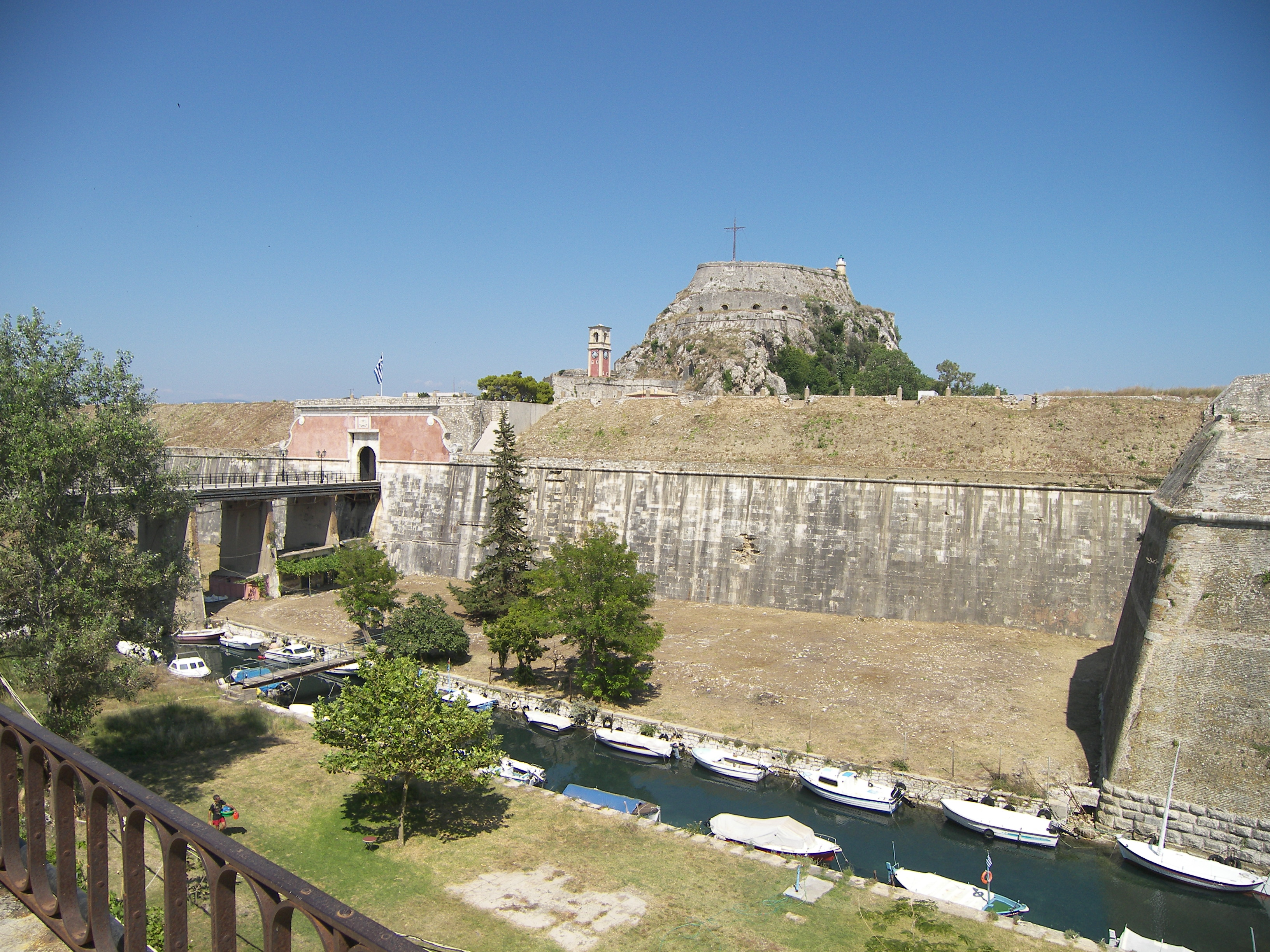
De Contrafossa en de valbrug. De heuvel Castel a Terra is zichtbaar.

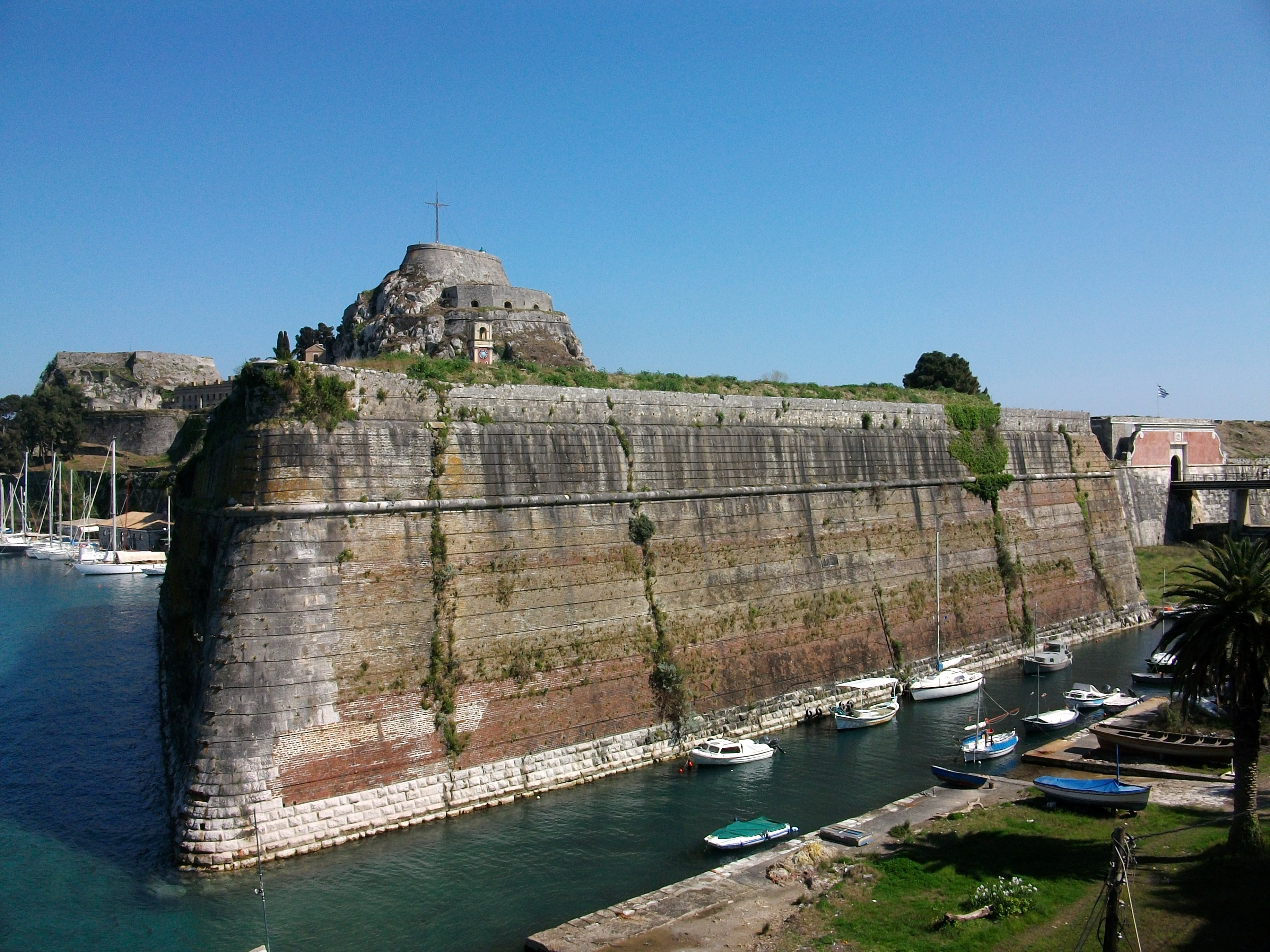
De noordelijke zijde van de Contrafossa aan de Golf van Korfoe

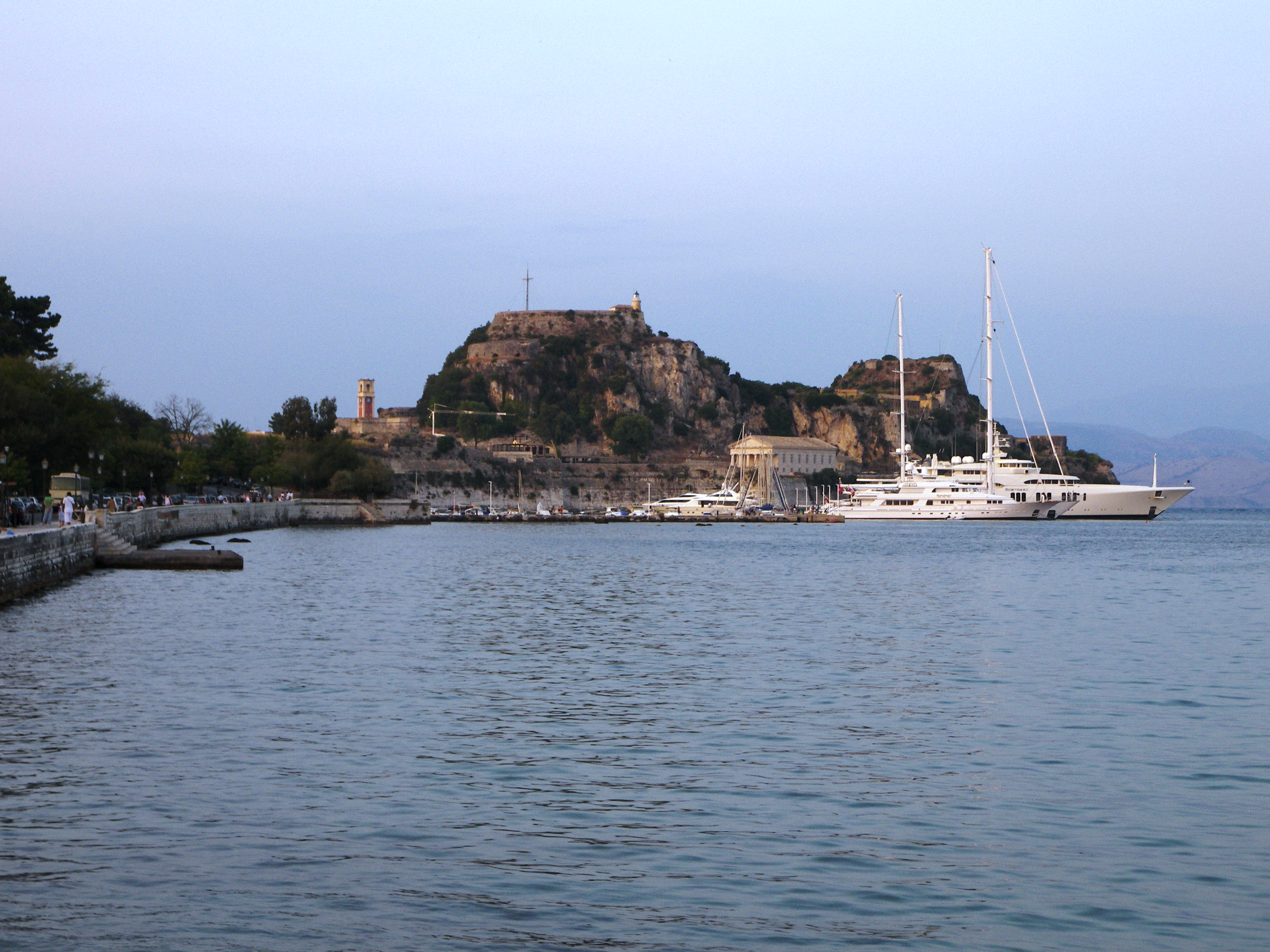
Het fort en de Baai van Garitsa

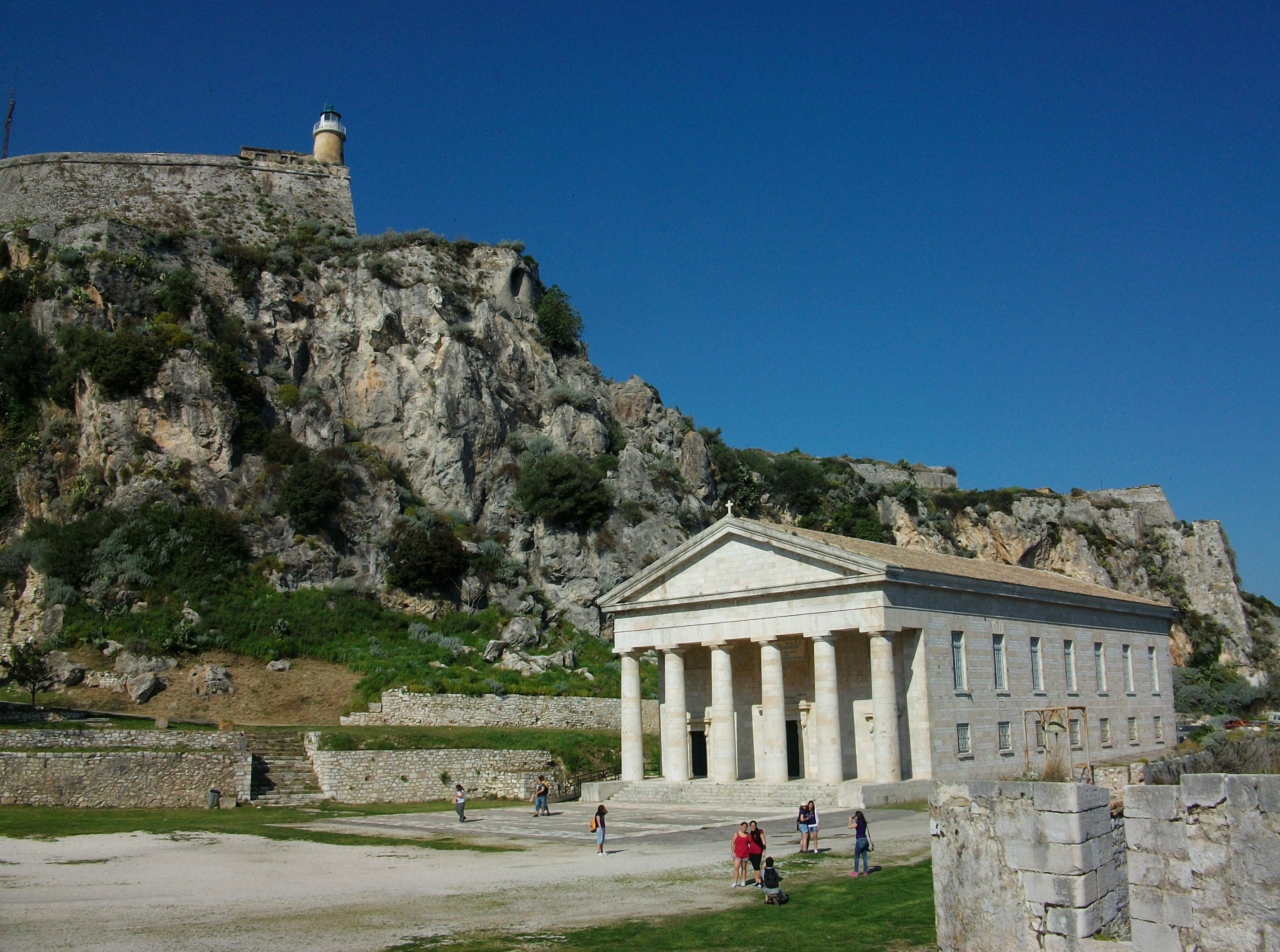
De kerk van Sint-Joris binnenin het fort

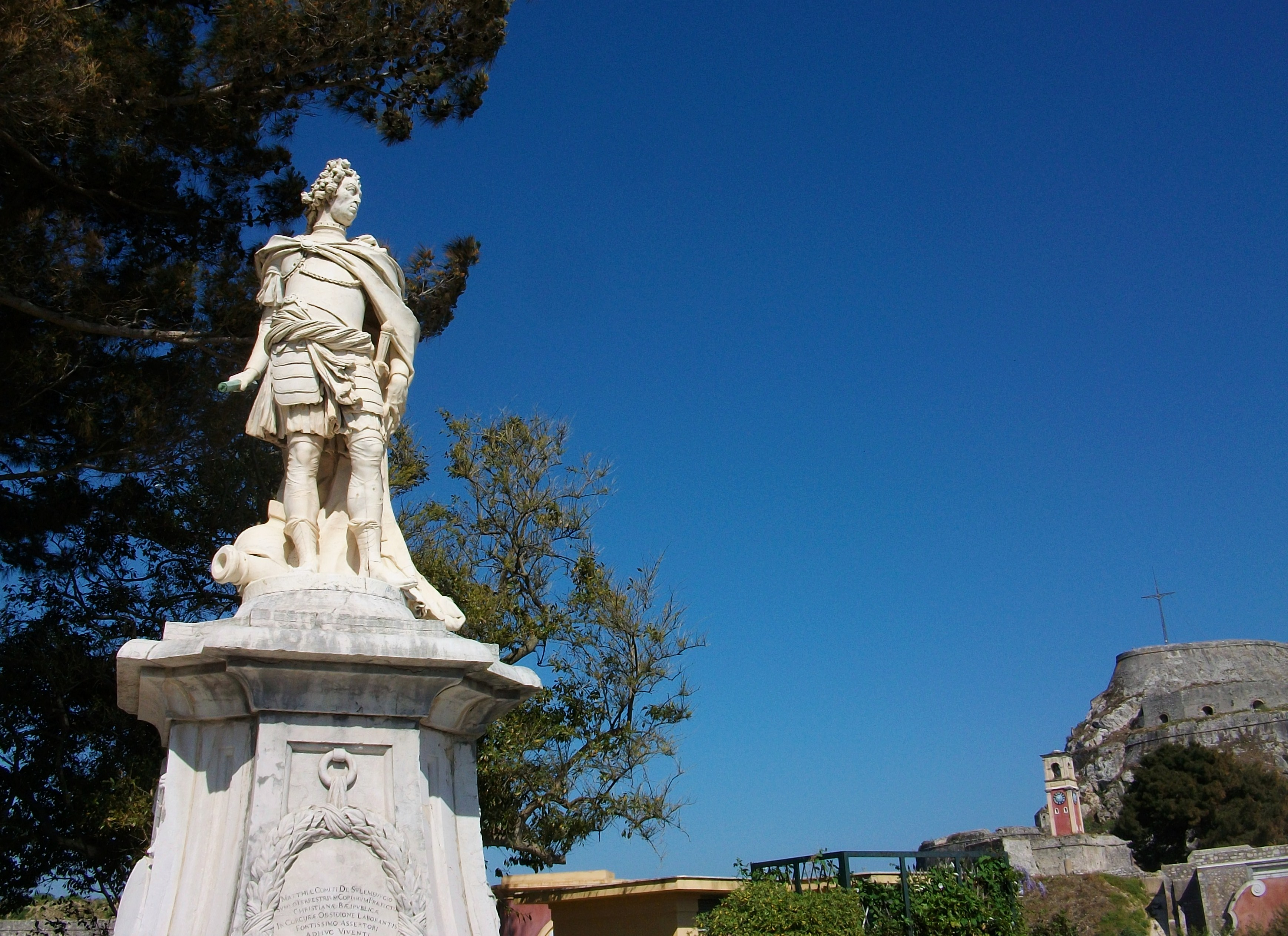
Het standbeeld van Reichsgraf Schulenburg voor het fort

De Oude Vesting (Grieks: Παλαιό Φρούριο, Venetiaans: Fortezza Vecchia) is een Venetiaans fort in de Griekse stad Corfu. Het fort ligt op de kaap die oorspronkelijk de oude stad Korfoe bevatte, die ontstaan was tijdens Byzantijnse heerschappij. De naam Oude Vesting is ontstaan ter onderscheiding van het nieuwere fort Nieuwe Vesting.
Voor de Venetiaanse tijd was de kaap beschermd door Byzantijnse fortificaties, die de Venetianen grotendeels vervingen door fortificaties van eigen ontwerp. Deel van hun plan was de kaap te scheiden van de rest van de stad door het aanleggen van de Contrafossa, een slotgracht die de Golf van Korfoe in het noorden verbindt met de Baai van Garitsa in het zuiden en die de citadel in een artificieel eiland veranderde. Het fort heeft succesvol drie Ottomaanse aanvallen afgeslagen: in 1537, in 1571 en 1716.
De stad Korfoe kreeg zijn westerse naam door de twee pieken die het fort bevat ("Coryphe" in het Grieks).

## Oorsprong
De eerste sporen van vestingen op deze plaats dateren van de 6e eeuw, na de vernietiging van de oude stad Corcyra door de Goten. De Gotische invasie dwong de inwoners van de stad om te schuilen in de fortificaties op het hoogste punt van de stad.
Na enkele eeuwen waarin geen of weinig politieke of militaire veranderingen plaatsvonden in de citadel, werd de eerste vermelding van de vernieuwde fortificaties in de eerste helft van de 11e eeuw door de Byzantijnse prinses Anna Komnene gemaakt in haar boek Alexiade. Zij beschrijft Korfoe hierin als de "zwaar versterkte stad Korfoe".
De citadel omvat twee pieken die door de eeuwen heen versterkt werden door torens. De westelijke en hogere piek, die zich dichter bij de stad bevindt, werd onder handen genomen door de Byzantijnen rond de 12e eeuw en werd door de Venetianen Castel a Terra genoemd, ofwel "kasteel bij het land". Een andere naam was Castel Nuovo, "nieuw kasteel". De oostelijke piek werd Castel a Mare ("kasteel bij de zee") of Castel Vecchio ("oud kasteel") en werd voor een tijdje gebruikt als opslagplaats voor kruit.
Na de Gotische invasie en tot de 13e eeuw ontwikkelde het middeleeuwse Korfoe zich binnen de grenzen van het schiereiland, dat nu helemaal ingenomen is door de Oude Vesting. In de 15e eeuw begonnen de Venetianen met de oude Byzantijnse vestingen te vervangen.
Naar aanleiding van het beleg van Korfoe door de Ottomanen in 1537, beval de Venetiaanse gouverneur de aanleg van nieuwe defensieve zones waaronder bolwerken en torens. De militaire ingenieurs Savorgnan en Martinengo ontwierpen de bolwerken tussen 1545 en 1555 en worden tot op de dag van vandaag als meesterwerken beschouwd.
Als deel van de defensieve plannen voor het schiereiland, legden de Venetianen de Contrafossa aan, een slotgracht die van de burcht een eiland maakt. De slotgracht bestaat nog altijd en er wordt nog steeds met de Italiaanse naam naar verwezen. Sinds de aanleg is het fort toegankelijk via een valbrug.

## Ottomaanse belegeringen

### Beleg van 1537
In 1537, tijdens de vierde Ottomaans-Venetiaanse oorlog, zond Süleyman I een troepenmacht van 25.000 soldaten onder de leiding van Khair ad-Din met de taak Korfoe te veroveren. De Ottomanen landden in de Baai van Govina, het hedendaagse Gouvia, en, nadat ze het dorp Potamos verwoest hadden, vervolgden hun reis naar Korfoe-stad.
De Oude Vesting, in die tijd de enige fortificatie van de stad, en de burcht Angelokastro waren de enige twee plaatsen op het eiland die niet in handen vielen van de bezetters. Op onverdedigde plaatsen van het eiland werden er mensen vermoord of gevangengenomen om als slaven te dienen in het leger van de sultan.
Zelfs aan het fort werden vrouwen, kinderen en ouderen, inutili (nuttelozen) genoemd, buiten aan hun lot overgelaten. De afwijzing van deze mensen maakten de Korfioten kwaad en ze verloren het vertrouwen in de effectiviteit van de defensieplannen.
Het fort werd succesvol verdedigd door haar garnizoen, net zoals bij Angelokastro gebeurde. Tijdens hun terugtocht plunderden de Ottomanen voor een tweede keer het eiland. In totaal werden 20.000 personen vermoord of gevangengenomen.

### Beleg van 1571
In augustus 1571 waagden de Ottomanen weer een poging om het eiland volledig in handen te krijgen. Nadat ze reeds Parga hadden veroverd, vielen ze Paxi aan en zetten ze hier een legermacht neer.
Een Ottomaans leger bezette en vernielde eerst Potamos. Hoewel het fort standhield, werd de rest van Korfoe vernietigd en onder de onbewapende bevolking vielen er vele slachtoffers. Huizen, kerken en publieke gebouwen werden in brand gestoken.

### Beleg van 1716
In 1716, tijdens de laatste Ottomaans-Venetiaanse oorlog, maakten de Ottomanen weer plannen om Korfoe te veroveren. Als voorbereiding op de aanval, maakt Venetië Reichsgraf Johann Matthias von der Schulenburg verantwoordelijk voor de verdediging van het fort. Hij liet de fortificaties verder verstevigen.
Op 6 juli 1716 leidde Kara Mustafa Pasha de Ottomaanse vloot naar Korfoe. Het leger zette zich op strategische posities en plaatste artillerie op de heuvels Avrami en Sarocco, vanwaar ze het fort begonnen te bombarderen. Na heftige gevechten, besloten de Ottomanen het beleg stop te zetten en vertrokken uit Korfoe op 18 augustus 1716 na 6 weken van bezetting.
In de nasleep van het beleg maakten de Venetianen onder Schulenburg plannen om de fortificaties van de stad uit te breiden en er werd uiteindelijk besloten om nieuwe forten aan te leggen boven op de heuvels Avrami en Sarocco om een toekomstige bombardering van daaruit te voorkomen. Ze bouwden ook een arsenaal in Gouvia om hun vloot te onderhouden en te repareren.

## Catastrofe van 1718
In 1718 trof een bliksem de kruitopslagplaats in Castel a Mare die een explosie teweegbracht en vervolgens een kettingsreactie in gang zette waarin drie secundaire munitieopslagplaatsen ook explodeerden. Deze explosie zorgde voor een verwoesting van de meeste gebouwen binnenin het fort, inclusief de vertrekken van de Kapitien-Generaal.
De Venetiaanse bevelhebber van het fort, kapitein Andrea Pisani, broer van de toenmalige doge van Venetië, werd gedood samen met leden van zijn staf. Ook honderden anderen stierven in wat "een van de grootste catastrophes" in de geschiedenis van Korfoe wordt genoemd.
Schulenberg herbouwde de Oude Vesting en bouwde twee nieuwe forten op Avrami en Sarocco in 1721. Deze twee forten werden afgebroken toen Korfoe verenigd werd met Griekenland in 1864.

## Gouverneur van het fort
De gouverneurs van de Oude en Nieuwe Vesting werden verkozen door de Venetiaanse Senaat en kregen het mandaat voor een periode van twee jaar. Allebei de kapiteins werden ingezworen in de Senaat en deel van hun eed was nooit met elkaar te communiceren tijdens hun termijn. Deze maatregel werd ingevoerd voor veiligheidsredenen, opdat niet een van de gouverneurs de andere zou kunnen overtuigen om verraad te plegen tegenover de republiek.

## Bombardement
In 1923 werden de forten van de stad gebombardeerd door de Italiaanse luchtmacht in wat het "Incident van Korfoe" wordt genoemd.

## Bezetting door de nazi's
Het fort werd gebruikt door de nazi's aan het einde van de Tweede Wereldoorlog om de joden van het eiland op te sluiten voor hun deportatie. Op 8 juni 1944 werden de joden verplicht zich de volgende morgen aan te melden aan het fort. Wanneer zij het ultimatum te horen kregen, probeerden sommigen te vluchten naar het platteland maar de meesten presenteerden zich op 9 juni, meestal uit vrees voor hun familie. Dan werd er gevraagd hun juwelen en sleutels van hun eigendommen af te geven en werden zij opgesloten in het fort. De opsluiting van de joden, onder harde omstandigheden en zonder elementaire voorzieningen, duurde dagenlang tot zij naar Lefkada werden gebracht. Daarna werd de reis voortgezet naar Patras, Piraeus en Chaïdari, waar toen een trein met 1800 Korfioten naar het concentratiekamp Auschwitz-Birkenau vertrok. Van deze joden kwamen er uiteindelijk slechts 120 terug.

## Hedendaags gebruik van het fort
Het fort huisvest nu de publieke bibliotheek van Korfoe in voormalige Britse barakken. De gronden worden ook regelmatig gebruikt voor verschillende kunst- en cultuurevenementen.
Het Griekse Muzieklab van de Ionische Universiteit is ook in de Oude Vesting gevestigd.

## Film
De Oude Vesting was de locatie van een scène van de James Bondfilm For Your Eyes Only, waarin de Mercedes van de tegenstander van Bond, Emile Locque, door Bond van een klif wordt gereden.